# Пшездецкий, Антоний Тадеуш
Антоний Тадеуш Пшездецкий (5 сентября 1718, Тракай — 28 марта 1772, Варшава) — государственный деятель Великого княжества Литовского, писарь великий литовский (1739—1750), подчаший великий литовский (1750—1752), рефендарий великий литовский (1752—1764), подканцлер литовский (1764—1772). Полковник пятигорский и региментарий белорусской дивизии (1764). Староста минский, пинский, блудзенский и дэмбский.

## Биография
Представитель шляхетского рода Пшездецких герба Рох III. Младший сын каштеляна инфлянтского Александра Пшездецкого (ок. 1665—1733/1734) и Констанции Александры Каминской.
Учился в Виленской академии. В 1739 году 21-летний Антоний Тадеуш Пшездецкий был избран от Стародубского повета, где он владел крупными имениями, депутатом в Трибунал Великого княжества Литовского. В том же году его избрали маршалком Трибунала. Избирался также посол на сеймы в 1740, 1744, 1750, 1752 и 1754 годах. Был одним из самых убеждённых сторонников магнатской партии Чарторыйских в Великом княжестве Литовском.
22 августа 1739 года за заслуги правитель Речи Посполитой Август III (1734—1763) назначил Антония Тадеуша Пшездецкого новым писарем великим литовским. 1 сентября 1750 года получил должность подчашего великого литовского, 7 июня 1752 года после смерти Доминика Воловича стал рефендарием великим литовским. В 1764-1772 годах занимал должность подканцлера великого литовского.
В 1764 году Антоний Тадеуш Пшездецкий был одним из организаторов и реальных лидеров созданной генеральной конфедерации Великого княжества Литовского. В 1764 году был избран послом на конвокационный сейм, участвовал в избрании на престол Станислава Августа Понятовского. На элекционном сейме Станислав Август Понятовский доверил Антонию Пшездецкому малую литовскую печать, публично отдав честь его заслугам. В том же 1764 году стал полковником пятигорским и региментарием белорусской дивизии.
В 1768 году выступал против отправки правительственных сил против отрядов барских конфедератов. В августе 1772 года после первого раздела Речи Посполитой многие имения Пшездецкого были аннексированы русскими.
3 августа 1757 года стал кавалером Ордена Белого Орла.
Антоний Тадеуш Пшездецкий, став в 1764 году подканцлером, был правой рукой канцлера великого литовского князя Михаила Фредерика Чарторыйского, с которым его связывала крепкая дружба, и ревностным сторонником реформ, которые задумала «Фамилия».
Заботливый и рачительный хозяин, Антоний Тадеуш Пшездецкий значительно увеличил свои собственные владения, купив у Сапег графство Заславское (город Заслав с прилегающими имениями). Туда он перенёс свою главную резиденцию и заложил семейный погост. Благодаря брачному союзу с Катариной Огинской приобрёл третью часть обширных владений Огинских, в том числе Чёрный Остров на Подолье. Первым стал титуловать себя графом «на Заславе и Чёрном Острове».
28 марта 1772 года 53-летний граф Антоний Тадеуш Пшездецкий скончался в Варшаве, предварительно составив 11 марта завещание.

## Семья и дети
Жена (с 1744) — княжна Катарина Огинская (1725— ?), дочь воеводы трокского князя Юзефа Тадеуша Огинского (1700—1736) и Анны Вишневецкой (1700—1742). Дети:
- Михаил (1747—1799), граф на Черном Острове, писарь великий литовский, староста пинский
- Констанция (ум. 1787), жена с 1766 года великого канцлера литовского Иоахима Хрептовича (1729—1818).
- Елена (1753—1821), жена последнего воеводы виленского, князя Михаила Иеронима Радзвилла (1744—1831).
- Август Доминик  (1760—1782), граф на Заславе, староста минский
- Марианна (1763—1843), жена генерал-майора литовских войск Игнацы Тизенгауза (1760—1822), их дочь Софья была замужем за графом Шуазёль-Гуфье.

После смерти отца старший сын Михаил Пшездецкий переехал на Подолье, а младший — Август Доминик остался в Литве.